# Запрешић
Запрешић је град у Хрватској, у Загребачкој жупанији. Према првим резултатима пописа из 2011. у граду је живело 25.226 становника, а у самом насељу је живело 19.574 становника.

## Становништво

### Град Запрешић

#### Број становника по пописима
| Националност   | 2001.  | 1991.  | 1981.  | 1971. | 1961. | 1953. | 1948. | 1931. | 1921. | 1910. | 1900. | 1890. | 1880. | 1869. | 1857. |
| бр. становника | 23.125 | 20.720 | 12.773 | 9.101 | 7.484 | 6.540 | 6.284 | 5.810 | 5.404 | 5.058 | 4.660 | 4.280 | 3.634 | 3.334 | 3.120 |

- напомене:

Настао из старе општине Град Загреб. У 1857. и од 1869. до 1981. део података садржан је у општини Брдовец.

### Запрешић (насељено место)

#### Број становника по пописима
| Националност   | 2001.  | 1991.  | 1981. | 1971. | 1961. | 1953. | 1948. | 1931. | 1921. | 1910. | 1900. | 1890. | 1880. | 1869. | 1857. |
| бр. становника | 17.538 | 15.678 | 8.201 | 4.992 | 3.311 | 2.537 | 2.294 | 1.889 | 1.803 | 1.490 | 1.394 | 1.241 | 988   | 790   | 791   |

## Попис 1991.
На попису становништва 1991. године, насељено место Запрешић је имало 15.678 становника, следећег националног састава:
| Попис 1991.‍    | Попис 1991.‍  | Попис 1991.‍ | Попис 1991.‍ | Попис 1991.‍ |
| -------------- | ------------ | ----------- | ----------- | ----------- |
|                |              |             |             |             |
| Хрвати         | Хрвати       |             | 13.791      | 87,96%      |
| Срби           | Срби         |             | 679         | 4,33%       |
| Југословени    | Југословени  |             | 180         | 1,14%       |
| Муслимани      | Муслимани    |             | 152         | 0,96%       |
| Словенци       | Словенци     |             | 84          | 0,53%       |
| Албанци        | Албанци      |             | 58          | 0,36%       |
| Македонци      | Македонци    |             | 33          | 0,21%       |
| Мађари         | Мађари       |             | 27          | 0,17%       |
| Црногорци      | Црногорци    |             | 27          | 0,17%       |
| Чеси           | Чеси         |             | 14          | 0,08%       |
| Немци          | Немци        |             | 8           | 0,05%       |
| Роми           | Роми         |             | 8           | 0,05%       |
| Украјинци      | Украјинци    |             | 7           | 0,04%       |
| Словаци        | Словаци      |             | 5           | 0,03%       |
| Бугари         | Бугари       |             | 2           | 0,01%       |
| Јевреји        | Јевреји      |             | 2           | 0,01%       |
| Пољаци         | Пољаци       |             | 2           | 0,01%       |
| Русини         | Русини       |             | 2           | 0,01%       |
| Власи          | Власи        |             | 1           | 0,00%       |
| остали         | остали       |             | 23          | 0,14%       |
| неопредељени   | неопредељени |             | 326         | 2,07%       |
| регион. опр.   | регион. опр. |             | 30          | 0,19%       |
| непознато      | непознато    |             | 217         | 1,38%       |
| укупно: 15.678 |              |             |             |             |

## Управа
Председник:
Драго Баго
Потпредседник:
Владимир Цветко
Чланови скупштине:
Дарио Баћа,
Дамир Бенчевић,
Антун Брежански,
Стјепан Ђурински,
Миљенко Филиповић,
Нина Глобочник,
Дарио Хорватин,
Анто Јурина,
Фрањо Кларић,
Гордана Куш,
Иван Лончарић,
Штефица Микуш,
Драгутин Новина,
Стјепан Оргулан,
Владимир Паветић,
Зденко Пољски,
Крешо Слатковић

## Споменици и знаменитости
- Нови двори
- Дворац Лужница

## Образовање
- Дечји вртић „Маслачак"
- Дечји вртић „Вртуљак"
- Основна школа „Антун Аугустинчић"
- Основна школа „Људевит Гај"
- Основна школа „Купљеново-Лука"
- Основна школа „Бистра"
- Средња школа „Бан Јосип Јелачић"
- Висока школа за пословање и управљање с правом јавности „Балтазар Адам Крчелић"

## Култура
- Музеј „Матија Скурјени"
- Галерија „Развид"
- Удружење ликовних стваралаца
- Огранак Матице хрватске Запрешић

## Спорт
- Фудбалски клуб Интер